# Marcus Magius Maximus

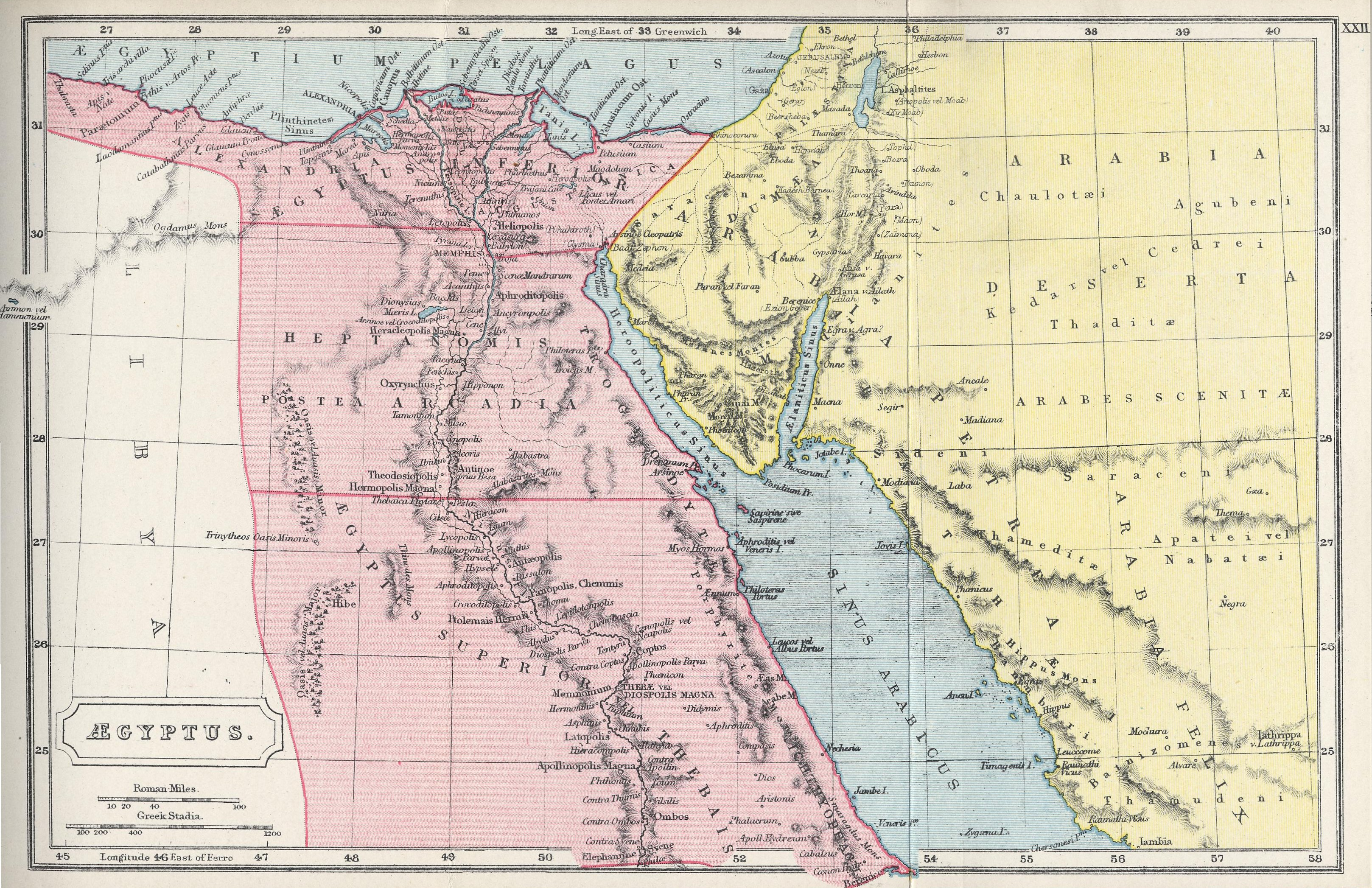
Die kaiserliche Provinz Ägypten

Marcus Magius Maximus (* im 1. Jahrhundert v. Chr.; † im 1. Jahrhundert n. Chr.) war ein römischer Ritter. Im Jahr 14/15 n. Chr. bekleidete er unter Kaiser Augustus die Statthalterschaft in der kaiserlichen Provinz Aegyptus.
Aus einer Bemerkung des antiken Schriftstellers Philon von Alexandria geht hervor, dass dies schon seine zweite Amtszeit als praefectus aegypti gewesen sei und er das Amt zu einem früheren Zeitpunkt bereits einmal innegehabt habe. Ob dies plausibel ist, wird in der Forschung unterschiedlich beurteilt.
Von seinem Lebenslauf ist außerdem bekannt, dass er ansonsten als Prokurator in der kaiserlichen Provinz Hispania citerior gedient hatte.